# Moïsseï Argoutinski-Dolgorouki
Moïsseï Zakharovitch Argoutinski-Dolgorouki (en russe : Моисей Захарович Аргутинский-Долгорукий), parfois appelé Argoutinski ou Dolgorouki tout court, né en 1797 à Tiflis (Tbilissi), mort le 4 mars/16 mars 1855 dans la même ville, est un militaire de l'Empire russe qui s'est distingué dans la conquête du Caucase.

## Origine et formation
Né dans une famille princière d'origine arménienne, neveu du catholicos (patriarche) arménien Hosvep Arghouthian (en russe : Iossif Argoutinski), Moïsseï Argoutinski-Dolgorouki est élevé à l'école de cour de Tiflis, capitale de la vice-royauté du Caucase, et destiné à une carrière dans l'administration russe. Il est remarqué par le vice-roi Alexis Iermolov qui convainc sa famille de l'orienter vers le service militaire. En 1817, il est envoyé à Saint-Pétersbourg et formé comme officier du régiment de la garde à cheval.

## Campagnes

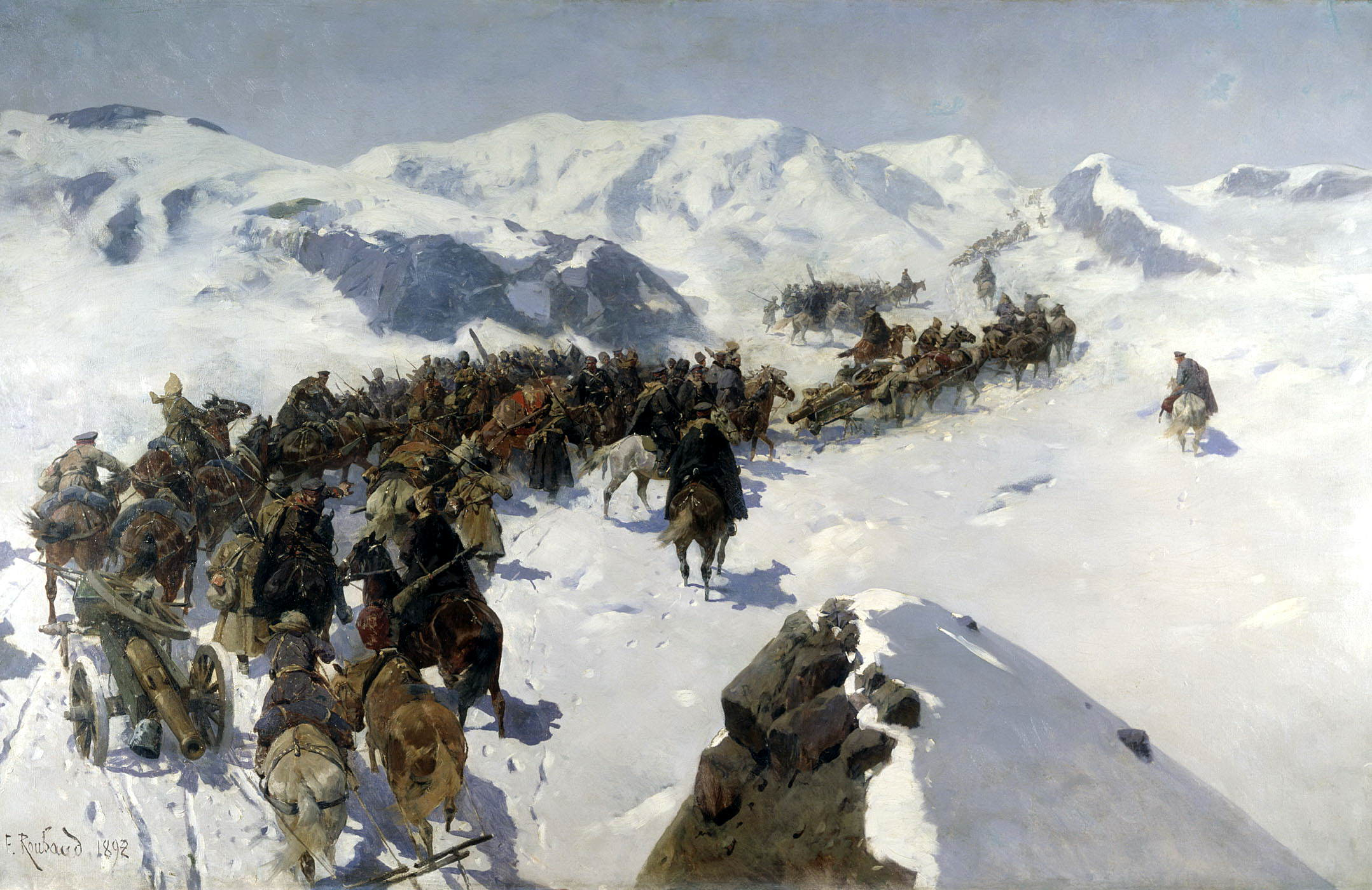
Traversée du Caucase par l'armée d'Argoutinski-Dolgorouki, par Franz Roubaud, 1892.

En 1827, il est envoyé dans le Caucase comme major du régiment de grenadiers géorgiens. Il prend part à la guerre russo-persane de 1826-1828 et à la conquête du khanat de Nakhitchevan, vassal des Perses, sous les ordres du vice-roi Ivan Paskevitch.
En 1828, il est nommé gouverneur d'Erevan. Suivant les instructions du général Paskevitch, il contribue à l'accueil de réfugiés arméniens venus de Tabriz en Perse.
Pendant la guerre russo-turque de 1828-1829, à la tête d'un corps de cavalerie de musulmans de Russie, il reprend aux Turcs le château d'Oltu que les Russes avaient évacué par erreur.

Il est nommé gouverneur de l'oblast arménien d'Erevan, puis colonel du régiment de grenadiers de Tiflis. En 1830-1831, il dirige plusieurs expéditions contre les Lezghiens, où il s'empare de la forteresse de Zaqatala. En 1832, il réprime une révolte des Kurdes. En 1838, sous les ordres du général Rosen, il prend part à la campagne contre les Abkhazes. En 1839, il est nommé gouverneur d'Akhaltsikhe, et, en 1840, commandant de la 1re brigade de ligne géorgienne. En 1841, il réprime une révolte en Gourie.

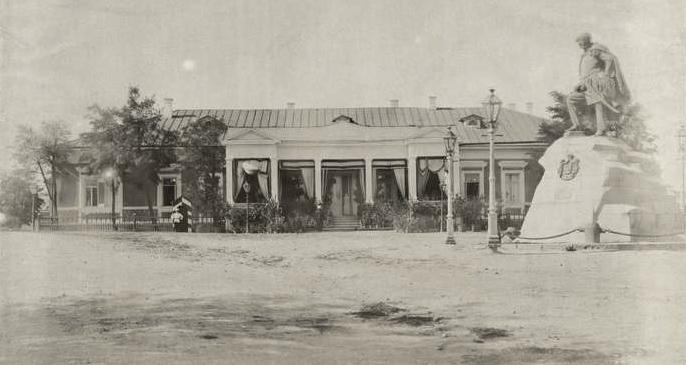
Monument du prince Argoutinski-Dolgorouki, fin du XIXe s.

En 1842, il reçoit le commandement de la région du Samour. Avec des troupes de ligne, des cosaques et des milices du sultanat d'İlisu, il combat les montagnards caucasiens insurgés dirigés par l'imam Chamil qu'il assiège dans Koumoukh (en). Bien qu'il n'ait pas pu venir à bout de Chamil, il est promu lieutenant-général et, en 1847, gouverneur de Derbent au Daghestan. En 1848, il assiège de nouveau Chamil à Akhty. 

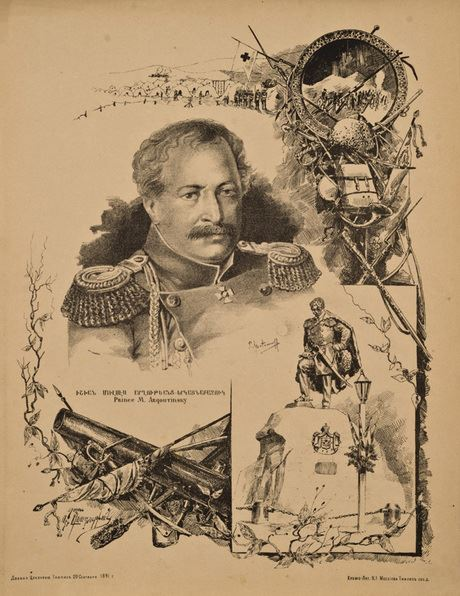
Représentation de Movses Arghutyan-Yerkaynabazuk (1891) par Ter-Asatryan Poghos

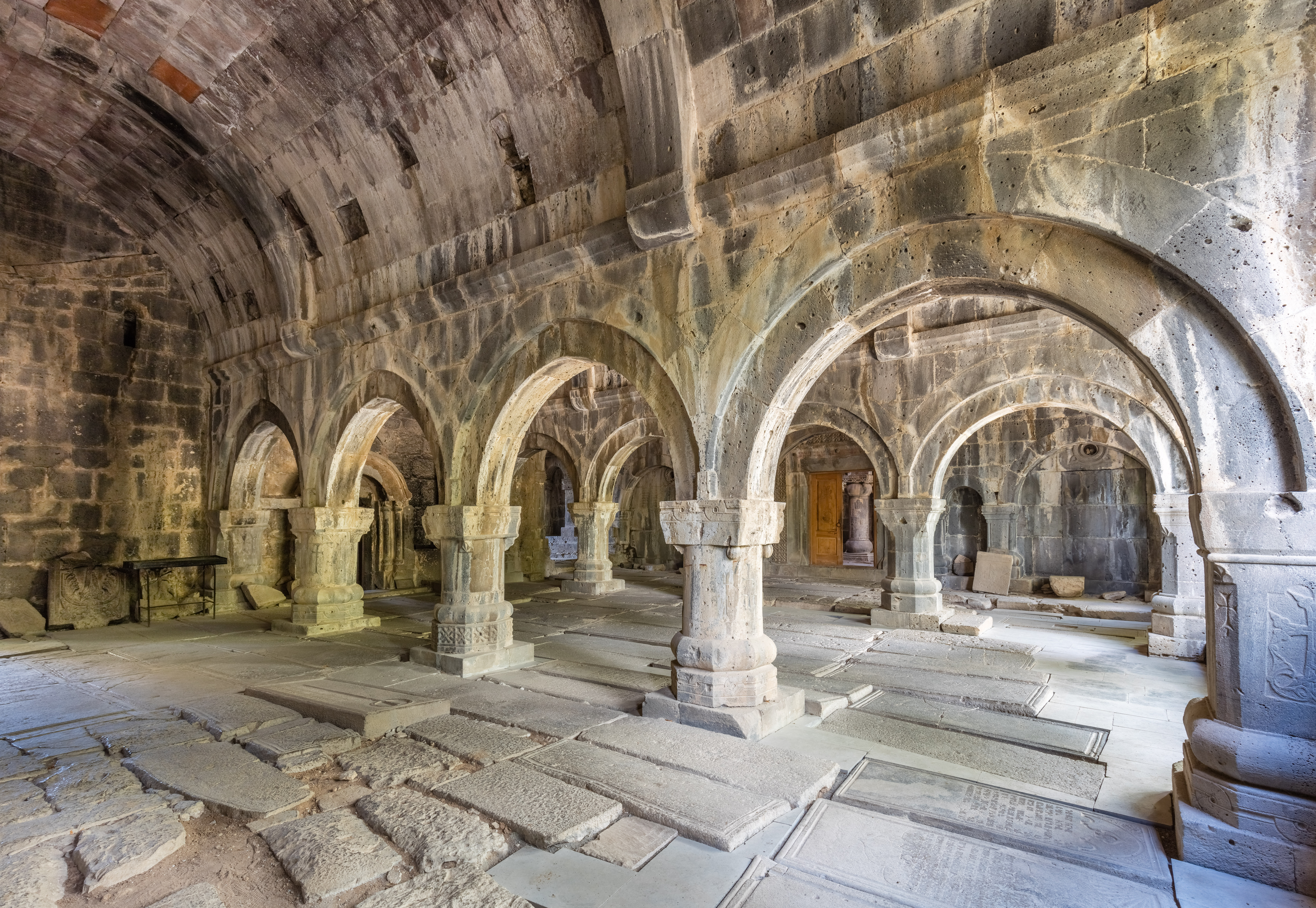
Pierres tombales du monastère de Sanahin, 2016.

Les montagnards du Caucase le surnomment « le sanglier du Samour », d'après le nom de la troupe qu'il commandait. En 1851, il repousse une incursion de Hadji Murad dans le Tabassaran.  En 1853, il mène une nouvelle expédition à la poursuite de Chamil qui avait fait une incursion en pays lezghien.
Sa traversée des sommets du Caucase est comparée par les contemporains à la campagne de Souvorov dans les Alpes en 1799-1800.
Il meurt à Tiflis en 1855. Il est enterré au monastère arménien de Sanahin.
En 1877, un monument lui est élevé à Temir-Khan-Choura (Bouïnaksk) mais il est détruit en 1921.

## Nom de famille
La famille Argutinsky-Dolgorukov n'a aucune parenté avec la famille Dolgoroukov (ou Dolgorouki), maison princière russe descendant des Riourikides. Le tsar Paul Ier, le 22 mars 1800, avait élevé l'archevêque Hosvep Arghouthian à la dignité de prince russe pour le remercier des services rendus à la Russie, en lui permettant d'ajouter à son nom celui de Dolgorouki, les deux noms, en arménien et en russe, ayant le même sens : « long bras ». Les Arghoutian affirmaient descendre du roi perse Artaxerxès Ier, surnommé « longue main ».